# A Short Album About Love
A Short Album About Love è il quinto album in studio del gruppo musicale nordirlandese The Divine Comedy, pubblicato nel 1997.

## Tracce
Tutte le tracce sono state scritte da Neil Hannon, eccetto dove indicato.

1. In Pursuit of Happiness – 3:31
2. Everybody Knows (Except You) – 3:48
3. Someone – 5:58
4. If... – 4:25
5. If I Were You (I'd Be Through with Me) – 4:41
6. Timewatching – 4:42
7. I'm All You Need – 4:51

Tracce bonus
1. Motorway to Damascus
2. Love Is Lighter Than Air (Stephin Merritt)
3. Birds of Paradise Farm
4. Make It Easy on Yourself (Burt Bacharach, Hal David)